# Mrinen
Mrinen is een bestuurslaag in het regentschap Kebumen van de provincie Midden-Java, Indonesië. Mrinen telt 1207 inwoners (volkstelling 2010).